# Букер Ервін
Бу́кер Е́рвін (англ. Booker Ervin), справжнє ім'я Бу́кер Теллефе́рро ІІ (англ. Booker Telleferro Ervin II; 31 жовтня 1930, Денісон, Техас — 31 серпня 1970, Нью-Йорк) — американський джазовий тенор-саксофоніст.

## Біографія
Народився 31 жовтня 1930 року в Денісоні, штат Техас. Його батько був тромбоністом, працював з Бадді Тейтом. Грав на тромбоні в гурті Військово-повітряних сил США (1950—53). Самостійно навчився грати на саксофоні під час перебування на острові Окінава з військово-повітряними силами; потім два роки навчався в Музичному коледжі Берклі у Бостоні.
Працюав з ритм-енд-блюзовим гуртом Ерні Філдса (1954—55). У 1956 і 1957 роках грав в Далласі і Денвері. Після недового перебування в Піттсбурзі, у травні 1958 року переїхав до Нью-Йорка; у листопада приєднався до Чарльза Мінгуса, з яким працював до 1962 року; також грав з «Playhouse Four» у клубі Minton's Playhouse з Горасом Парланом, Елом Гейрвудом і Джорджем Такером.
Очолював власний квартнет, деякий час працював з Ренді Вестоном у 1960-х, з яким їздив на фестиваль негритянського мистецтва в Лагос, Нігерія. У 1962 році гастролював в Гренландії з Об'єднаними організаціями обслуговування (USO). У 1963 знову записувався з Вестоном; у 1964 концертував в Little Theater. У 1964—66 роках виступав в Європі; у кінці 1964 грав в клубах Скандинавії, потім в Blue Note в Парижі, у 1965 в Барселоні; в Берліні і Мюнхені (1966); також давав концерти в Італії, Норвегії, на телебаченні в Амстердамі.
Як соліст записувався на лейблах Bethlehem, Savoy, і Candid 1960—1961, також на Pacific Jazz і Blue Note. Записав дев'ять сесій на Prestige у 1963—1966 (зокрема The Freedom Book, The Song Book, The Blues Book і The Space Book). Автор композицій: «Mojo», «A Lunar Tune», «A Day to Mourn», «No Booze Blooze», «Eerie Dearie», «Number Two».
Помер 31 серпня 1970 року в Нью-Йорку у віці 39 років від захворювання нирок.

## Дискографія
- The Book Cooks (Bethlehem, 1960)
- Cookin' (Savoy)
- That's It! (Candid, 1961)
- Exultation! (Prestige, 1963)
- Gumbo! (Prestige) з Поні Пойндекстером
- The Freedom Book (Prestige, 1963)
- The Song Book (Prestige, 1964)
- The Blues Book (Prestige, 1964)
- The Space Book (Prestige, 1965)
- Groovin' High (Prestige, 1965)
- The Trance (Prestige, 1965)
- Setting the Pace (Prestige, 1965)
- The In Between (Blue Note, 1968)
- Tex Book Tenor (Blue Note, 1968)